# Werner Alborus Küneke von Raven
Werner Alborus Küneke von Raven (* 18. Dezember 1784 in Groß-Holzendorf; † 6. April 1814 in Paris) war ein preußischer Offizier und Ritter des Ordens Pour le Mérite.

## Leben
Werner von Raven wurde als Sohn des Gutsherrn Gustav Ludwig von Raven (1748–1814), auf Groß-Holzendorf mit Ravenslust und Schönwerder und der Friederike von Wedel (1749–1793) geboren. Er blieb unverheiratet und starb am 6. April 1814 in Paris. Sein älterer Bruder Wilhelm (1770–1836) war preußischer Oberst und ebenfalls Ritter des Ordens Pour le Mérite, sowie Vater des General Eduard von Raven.

## Militärische Laufbahn
Werner von Raven, als jüngerer Sohn nicht erbberechtigt für die Güter seines Vaters, wählte die militärische Laufbahn und wurde Kavallerieoffizier bei den Husaren.
Er war Seconde-Lieutenant im 1. preußischen Husarenregiment, als Napoleon 1812 seinen Russland-Feldzug begann. Da Ravens Regiment zum preußischen Hilfskorps unter General von Yorck gehörte, nahm er vom ersten Tag an an diesem Feldzug teil. Gleich am 24. Juni 1812 zeichnete er sich durch besondere Kühnheit aus, als er mit 18 Husaren die Memel bei Schillehnen durchschwamm und dabei auf 25 Kosaken stieß, die ihn unverzüglich angriffen. Er schlug sie in die Flucht, nahm zwei Kosaken und vier Pferde gefangen und erbeutete die Equipage eines Rittmeisters.
Schon wenige Tage später erhielt er den Auftrag, mit 50 Husaren seines Regiments ein von Kosaken bewachtes Magazin zu erobern und zu verhindern, dass dieses Magazin von den Russen bei ihrem Abzug niedergebrannt würde. Werner von Raven löste diese Aufgabe vollständig. Er überfiel die Kosaken in der Nacht, vertrieb sie und nahm das wichtige Magazin unversehrt ein. Bei diesem Handstreich wurde er dreimal schwer verwundet.
Für dieses, Husarenstück' beantragte General von Grawert beim König für Raven dessen Auszeichnung mit dem Orden Pour le Mérite ,…Oberst von Hünerbein erfuhr, dass im genannten Ort ein bedeutendes Magazin vorhanden sei, welches von einem Trupp Kosaken besetzt war, die den Befehl hatten, es bei unserer Annäherung anzustecken …. Um dies zu verhindern, detaschierte er den Lieutenant v. Raven vom Leibhusarenregiment Nr. 1 mit 50 Pferden, welcher sich dabei so gut benahm, dass er die Kosaken überfiel, einen Theil von ihnen tödtete, den Überrest zu Gefangenen machte und die Rettung des Magazins bewirkte. Ich bitte E.K.M. alleruntertthänigst, dem Lieutenant v. Raven, welcher hoffentlich nicht lebensgefährlich, aber doch sehr bedeutend verwundet ist, für den ausgezeichnet bewiesenen Muth den V.O. zu gewähren….
Der König folgte diesem Vorschlag mit Schreiben vom 20. Juli 1812 …, Wenn Ich auch gleich in der Hinsicht, dass dies die erste gelungene Affäre des jetzigen Feldzuges ist, und dass Lieutenant v. Raven sich hierbei schon zum zweiten Mal vortheilhaft ausgezeichnet hat, ihm dafür, und um einen rühmlichen Nacheifer bei dem Armeekorps zu erwecken, Ihrem Antrag gemäß den V.O. bewilligen will….
Werner von Raven genas von seinen schweren Verwundungen und diente weiter im 2. Husaren-Regiment in Russland und wurde dort als Angehöriger einer (damals noch) verbündeten Streitmacht Frankreichs auch noch Ritter der Ehrenlegion. Nach dem Übertritt des Yorckschen Korps und der Kriegserklärung Preußens an Frankreich diente er weiter in der preußischen Armee und wurde zum Stabsrittmeister befördert. Er nahm am Feldzug der preußischen Truppen in Frankreich teil. Im Gefecht bei Claye vor Paris wurde er am 31. März 1814 schwer verwundet. Am 6. April 1814 erlag er seinen Verletzungen in Paris.